# NGC 7453
NGC 7453 é um sistema estelar triplo na direção da constelação de Aquarius. O objeto foi descoberto pelo astrônomo Christian Peters em 1860, usando um telescópio refrator com abertura de 13,5 polegadas. 